# 中山台 (仙台市)
中山台（なかやまだい）は、宮城県仙台市青葉区の町丁。郵便番号は989-3202。住民基本台帳に基づく人口は2,526人、世帯数は1,132世帯（2025年1月1日現在）。現行行政地名は中山台一丁目から中山台四丁目であり、住居表示は全域で未実施。

## 地理
仙台市中部、七北田丘陵に位置する。北側は中山台西・泉区実沢、東側は中山吉成、南側と西側は芋沢と接する。西側の芋沢との境界を東北自動車道が通っている。
もともとは宮城郡宮城町大字芋沢（現在の仙台市青葉区芋沢）の丘陵だったものの、組合施行の土地区画整理事業として整備が行われ、住宅地となった。

## 歴史

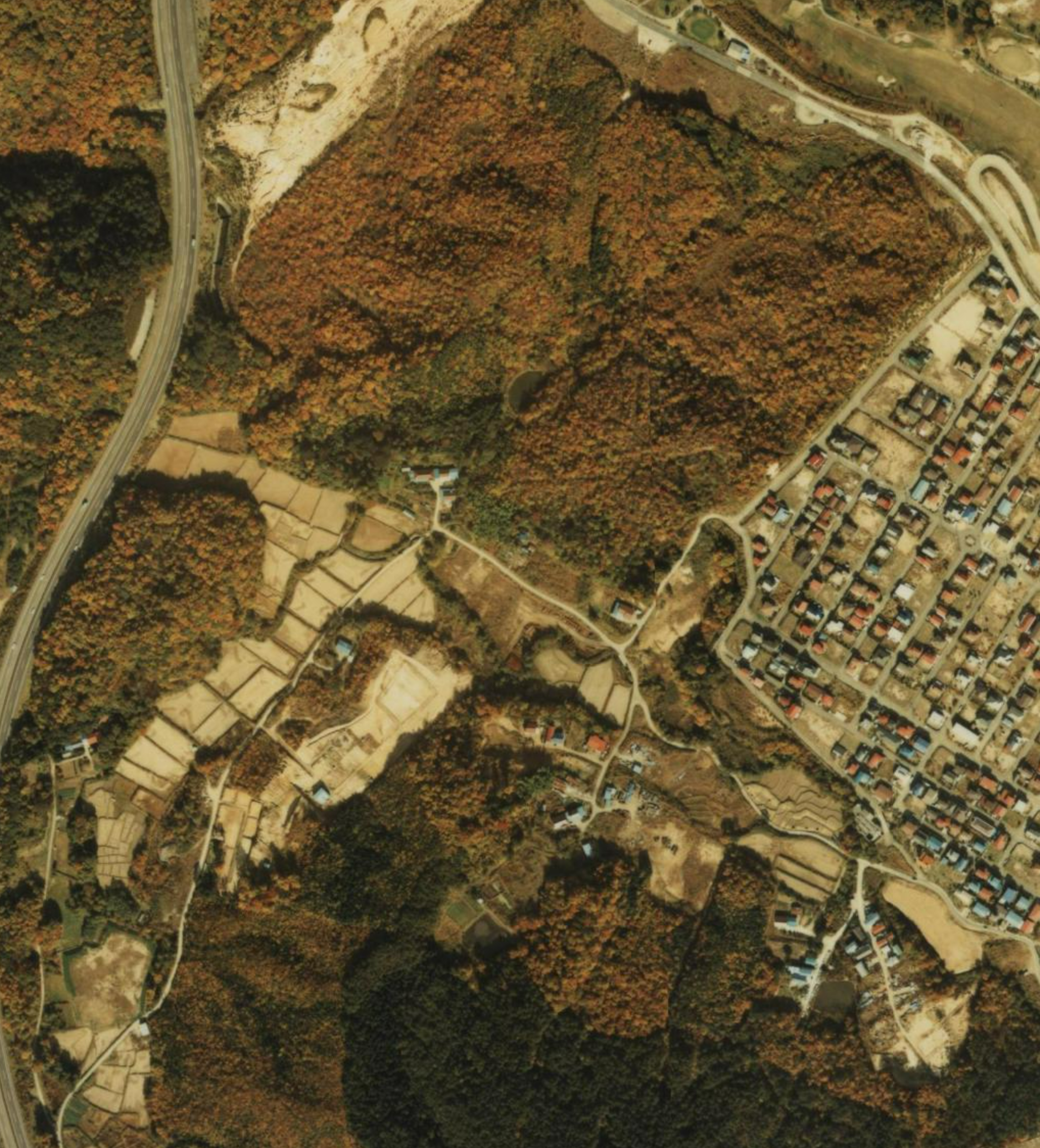
造成前の中山台（1984年11月6日）

1986年（昭和61年）から1992年（平成4年）にかけて土地区画整理事業が行われ、中山台は誕生した。総事業費は53億5200万円、施行面積は40.1ヘクタール。

### 年表
- 1986年（昭和61年）8月26日 - 土地区画整理事業が事業認可される[2]。正式名称は仙台市みやぎ中山土地区画整理事業[9]。
- 1992年（平成4年）
  - 1月24日 - 土地区画整理事業が完了し、換地処分の公告が行われる[2]。
  - 1月25日 - 換地処分の効力が生じ、これに伴い中山台一丁目から中山台四丁目が誕生する。

## 世帯数と人口
2025年（令和7年）1月1日現在の世帯数と人口は以下の通りである。
| 町丁         | 世帯      | 人口    |
| ------------ | --------- | ------- |
| 中山台一丁目 | 190世帯   | 446人   |
| 中山台二丁目 | 473世帯   | 1,006人 |
| 中山台三丁目 | 250世帯   | 574人   |
| 中山台四丁目 | 219世帯   | 500人   |
| 計           | 1,132世帯 | 2,526人 |

## 小・中学校の学区
小・中学校の学区は以下の通りとなる。
| 町丁   | 丁目 | 小学校       | 中学校       |
| ------ | ---- | ------------ | ------------ |
| 中山台 | 全域 | 南吉成小学校 | 南吉成中学校 |

## 施設

### 公共

#### 集会所・コミュニティセンター
- 南吉成コミュニティ・センター（中山台一丁目10-5）
- 中山集会所（中山台一丁目15-9）

#### 公園
- 中山台1号緑地 （中山台三丁目18）
- 中山台一丁目公園（中山台一丁目13）
- 中山台2号緑地（中山台四丁目17外）
- 中山台二丁目公園（中山台二丁目18）
- 中山台3号緑地（中山台一丁目19）
- 中山台三丁目公園（中山台三丁目10）
- 中山台4号緑地（中山台二丁目21-12外）
- 中山台四丁目公園（中山台四丁目13）

#### その他
- みやぎ中山ポンプ場（中山台三丁目17-2）

### 企業・店舗など
- ファミリーマート 中山台店（中山台一丁目11-1）
- サンドラッグ 中山台店（中山台二丁目60-1）

## 交通

### 鉄道
- 地区内に鉄道は通っていない。

### バス
- 仙台市営バス
  - 中山台入口（780/810/821/910/911系統）
  - 中山台一丁目 - 中山台二丁目 - 中山台入口（30/870/875/876/880系統）

この他、イオン仙台中山店の無料送迎バスが地区内を通る。

### 道路
- 地区内に一般県道・一般国道は通っていない。なお、E4 東北自動車道が西側の芋沢との境界を通っている。